# Rua da Assembleia

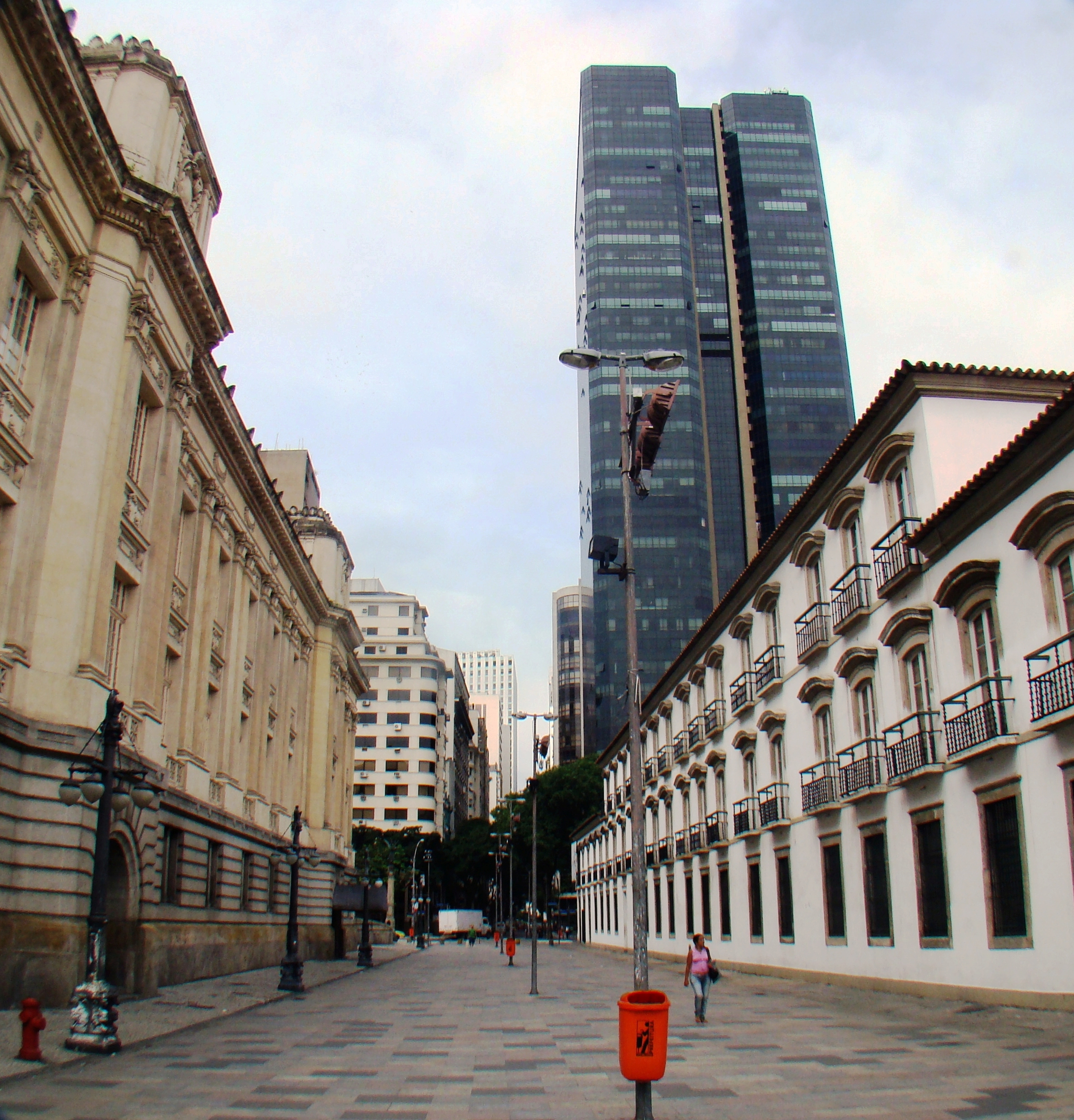
Começo da Rua da Assembleia, entre a Alerj e o Paço Imperial.

A rua da Assembleia é um logradouro situado no Centro da cidade do Rio de Janeiro, Brasil. Liga a Praça XV à Rua da Carioca, cruzando as ruas do Carmo e Quitanda e a Avenida Rio Branco.

## História
Até 1711, chamou-se Rua de São Francisco e Rua Padre Bento Cardoso, passou depois a chamar-se por décadas de Rua da Cadeia, em virtude da localização da Cadeia Velha, onde hoje está localizado o Palácio Tiradentes, sede da Assembleia Legislativa do Estado do Rio de Janeiro. Passou a ser a Rua da Assembleia, em 1823, em virtude de no mesmo lugar ter sido localizada a Câmara dos Deputados do Império. Em 1821 seu nome foi substituído para República do Peru, mas foi revogado em 1837. Um dos primeiros moradores da Rua foi Pero Cubas, filho do fundador da cidade de Santos.
No final do século XIX instalava-se na Rua da Assembleia o mais famoso, então, dos hotéis italianos do Rio, o "dell'Universo" e, neste, o Restaurante Roma, das preferências dos deputados da República Velha.
Pela rua da Assembleia caminhou Tiradentes, que estava preso na cadeia velha, em direção à forca instalada no largo da Lampadosa, situado próximo à praça Tiradentes.
Mais tarde, a Rua da Assembleia seria também uma rua de "artigos para vestir", com Agostinho Pereira instalando nela, em 1917, seu magazine popular "O Camiseiro".
Hoje seu prédio mais importante é o "Número Dez", construção de 42 andares que abriga diversos escritórios de advocacia, além do curso de Direito da Universidade Cândido Mendes.